# كروتون نبيل
كروتون نبيل (الاسم العلمي:Croton nobilis) هو نوع من النباتات يتبع جنس الكروتون من الفصيلة الفربيونية.